# Vanessa karaganica
Vanessa karaganica är en fjärilsart som beskrevs av Yuri P. Nekrutenko 1969. Vanessa karaganica ingår i släktet Vanessa och familjen praktfjärilar. Inga underarter finns listade i Catalogue of Life.